# Sivakí
Sivakí (en rus: Сиваки) és un poble (un possiólok) de l'óblast de l'Amur, a Rússia, que el 2018 tenia 1.681 habitants, pertany al districte de Magdagatxi.